# اوبو توراماسا
اوبو توراماسا (به ژاپنی: 飯富 虎昌 Obu Toramasa)؛ معروف به «ببر وحشی کای» (۱۵۰۴ – نوامبر ۱۵۶۵ میلادی)؛ یک سامورایی در دوره سنگوکو بود. او به خاندان تاکدا خدمت می‌کرد و به عنوان یکی از «بیست و چهار ژنرال تاکدا شینگن» شناخته می‌شد. برادر کوچکتر او یاماگاتا ماساکاگه بود.
او ابتدا معلم برادر کوچکتر تاکدا شینگن تاکدا نوبوشیگه بود. او بعداً با فرزند ارشد شینگن، تاکدا یوشی‌نوبو به شینگن خیانت کرد. گزارش دقیقی از زندگی او در رمان «داستان سامورایی» نوشته اریک کریستین هوگارد آمده است.
از زمان پدر شینگن تاکدا نوبوتورا، او به خانواده تاکدا خدمت می‌کرد و بر قلعه اوچی‌یاما در ناحیه ساکو، ولایت شینانو حکومت کرد. پس از اخراج اربابش نوبوتورا، او به پسرش شینگن خدمت کرد. او بسیار مورد اعتماد شینگن بود و به عنوان ملازم پسر بزرگش، تاکدا یوشینوبو، و به عنوان رهبر ذخیره خدمت می‌کرد، اما او در شورش و «حادثه یوشینوبو» نقش داشت و مجبور به مرتکب سپپوکو شد.